# アストリッド・クンバーヌス
アストリッド・クンバーヌス (Astrid Kumbernuss、1970年2月5日 - )は、ドイツの元陸上競技選手。1996年アトランタオリンピック女子砲丸投の金メダリストで、世界陸上は、1995年の大会から3連覇を果たした。

## 主な実績
| 年   | 大会                     | 場所                         | 種目   | 結果 | 記録  |
| ---- | ------------------------ | ---------------------------- | ------ | ---- | ----- |
| 1990 | ヨーロッパ陸上選手権     | スプリト（ユーゴスラビア）   | 砲丸投 | 金   | 20m38 |
| 1993 | IAAFグランプリファイナル | ロンドン（イギリス）         | 砲丸投 | 2位  | 19m37 |
| 1994 | ヨーロッパ陸上選手権     | ヘルシンキ（フィンランド）   | 砲丸投 | 銀   | 19m49 |
| 1994 | IAAFワールドカップ       | ロンドン（イギリス）         | 砲丸投 | 銅   | 18m89 |
| 1995 | 世界陸上選手権           | イェーテボリ（スウェーデン） | 砲丸投 | 金   | 21m22 |
| 1995 | IAAFグランプリファイナル | （モナコ）                   | 砲丸投 | 1位  | 20m20 |
| 1996 | IAAFグランプリファイナル | ミラノ（イタリア）           | 砲丸投 | 金   | 20m56 |
| 1997 | 世界室内陸上選手権       | パリ（フランス）             | 砲丸投 | 銀   | 19m92 |
| 1997 | 世界陸上選手権           | アテネ（ギリシャ）           | 砲丸投 | 金   | 20m71 |
| 1997 | IAAFグランプリファイナル | 福岡（日本）                 | 砲丸投 | 1位  | 20m95 |
| 1999 | 世界陸上選手権           | セビリヤ（スペイン）         | 砲丸投 | 金   | 19m85 |
| 1999 | IAAFグランプリファイナル | ミュンヘン（モスクワ）       | 砲丸投 | 2位  | 19m13 |
| 2000 | オリンピック             | シドニー（オーストラリア）   | 砲丸投 | 銅   | 19m62 |
| 2001 | IAAFグランプリファイナル | メルボルン（オーストラリア） | 砲丸投 | 1位  | 18m94 |
| 2002 | IAAFワールドカップ       | マドリッド（スペイン）       | 砲丸投 | 銅   | 19m11 |
| 2003 | 世界室内陸上選手権       | バーミンガム（イギリス）     | 砲丸投 | 銅   | 19m86 |

## 自己ベスト
- 砲丸投　21m22 (1995年)